# Nora, Hedda und ihre Schwestern
Nora, Hedda und ihre Schwestern ist die Inszenierung der Regisseurin Anna Bergmann der Aufführung dreier ineinander montierter Henrik-Ibsen-Stücke – Nora oder Ein Puppenheim, Hedda Gabler und Die Frau vom Meer – in einer Bearbeitung von Ulrike Syha.
Die Uraufführung am 6. Oktober 2018 war die Eröffnungsinszenierung der Schauspieldirektorin Anna Bergmann der Spielzeit 2018/2019 am Badischen Staatstheater Karlsruhe.

## Beschreibung
In Nora, Hedda und ihre Schwestern werden die drei Ibsen-Stücke ineinander montiert und die Figuren miteinander verwandtschaftlich verwoben, so dass eine Einheit entsteht. Dabei werden die Stücke parallel auf drei Zeitebenen erzählt: Nora spielt in den 1950er, Hedda Gabler in den 1980er Jahren und Die Frau vom Meer mit der Titelfigur Ellida im Jetzt. In dieser Bearbeitung wird Nora die Stammmutter dieses Ibsen-Clans. Ihr Sohn Eilert (Lövborg) zeugt später mit Thea Elvstedt (aus Hedda Habler) die Tochter Bolette (Dr. Wangels Tochter aus erster Ehe mit seiner verstorbenen Frau Thea in Die Frau vom Meer). Es lassen sich auch weitere Verwandtschaftsverhältnisse erkennen. Auch sprachlich unterscheiden sich die einzelnen Ebenen. So wurden Nora und Hedda Gabler aus zeitlich auseinanderliegenden Übersetzungen verwendet und bei Die Frau vom Meer erhielt eine jetztzeitliche Überschreibung. Des Gesellschaftkritikers Ibsens Frauen sind in den 50er Jahren der Nora noch in ihren zugewiesenen Rollenbildern und auch in den 80ern der Hedda sind diese Bilder noch nicht überwunden. Nora und Hedda befreien sich auf ihre Art. Erst die emanzipierte Ellida im Jetzt wird für sich allein die Freiheit wählen, bei ihrem Mann Wangel zu bleiben.
Schauspieldirektorin Anna Bergmann verschränkt und konterkariert in ihrer Eröffnungsinszenierung auf drei Zeitebenen die Wünsche, Hoffnungen, aber auch die tiefe Verzweiflung der Frauenfiguren von Ibsen.

## Inhalt
Folgende Geschichten greifen ineinander:
Nora, in den 1950er Jahren von ihrem Mann Torvald Helmer wie eine Puppe behandelt, versucht aus dieser Situation auszubrechen. Die Kinder Eilert und Emmy werden von Annemarie, Noras einstiger Amme, betreut. Im Hause Helmer ist zwar der schwer erkrankte Dr. Rank willkommen, nicht aber dessen Geliebter Ballsted. Ihrer verwitweten und mittellosen Jugendfreundin Christine Linde vermittelt Nora einen Posten in der Bank, deren Direktor ihr Mann ist. Dafür soll Mitarbeiter Krogstad entlassen werden. Der half einst Nora beim Fälschen einer Unterschrift. Eine Italienreise ihres erkrankten Mannes Helmer hat nicht ihr Vater finanziert, denn dieser verstarb kurz vor der Unterzeichnung und Nora hatte kurzerhand seine Unterschrift gefälscht. Nora will nun verhindern, dass Helmer davon erfährt. Krogstad schreibt ihm. Helmer wird zornig und sieht sich in seiner Existenz bedroht. Als ein zweiter Brief Krogstads eintrifft, in dem er erklärt, alles auf sich beruhen zu lassen, zeigt sich Helmer gnädig, doch Nora will nun nicht mehr bei ihm bleiben...
In den 1980er Jahren findet Hedda weder in ihrem ehemaligen Geliebten noch in ihrem Mann Jörgen einen gleichberechtigten Partner. Auch zwischen Hedda und Jörgens Tante Jule gibt es Spannungen. Der Künstler Eilert Lövborg und Heddas Künstlerfreund Ballsted kehren aus Noras Familie wieder: Ballsted war der Liebhaber Dr. Ranks und Eilert, der sich Löbvorg nennt, ist Noras Sohn. Liebhaber Brack preist Nora das Dreieck als ideale Beziehungsform, doch auch Eilert ist ein einstiger Liebhaber. Und Thea Elvsted, eine einstige Geliebte von Noras Mann Jörgen, ist nun auch in Eilert verliebt. Sie ist schwanger von ihm und will es so machen wie Nora Helmer, die Mutter von Eilert: sie verlässt ihre Familie, um ein Leben in Freiheit zu leben. Lövborg komm mit einem Manuskript, das er Jörgen Tesman stolz präsentiert. Tesman und Eilert sind Konkurrenten. Hedda gelangt über ihren Mann an das Manuskript Eilerts, das sie verbrennt. Hedda gibt Eilert eine Pistole und treibt Eilert in den Selbstmord, doch Brack findet den Beweis dafür und kann Hedda erpressen. Hedda befreit sich mit dem einzigen Ausweg für sich...
Und im Jetzt sieht sich Ellida, die Frau vom Meer, übermächtigen Männern gegenüber, ihrem Mann Wangel und einem Fremden. Sie hatte nie die freie Wahl, hat sich nie aktiv selbst für oder gegen die Ehe mit Dr. Wangel und die Annahme seiner beiden Töchter Bolette und Hilde entschieden. Bolette ist die Tochter Wangels aus seiner ersten Ehe mit der inzwischen verstorbenen Thea Elvsted. Wangel bringt mit Arnolm einen ehemaligen Hauslehrer Bolettes ins Spiel, von dem er glaubt, Ellida würde mit ihm glücklich. Mit dem inzwischen aus beiden Dekaden vertrauten Ballsted taucht auch der sterbenskranke junge Bildhauer Lyngstrand im Hause Wangel auf. Er buhlt um Bolette und deren jüngere Schwester Hilde. Und Hilde reizt es, mit dem Todgeweihten zu spielen. Als Lyngstrand von seiner neuesten Skulptur um einen Seemann und eine untereuen Ehefrau berichtet, erkennt sich Ellida in dieser Frau. Nun taucht der Fremde auf, mit dem sie gehen könnte. Doch Ellida, immer im Dialog mit ihrem verständnisvollen und doch unverstehenden Mann Wangel, wird, da sie frei ist, freiwillig bei Wangel bleiben.

## Kritiken
Die Produktion fand ein breites Echo in der Öffentlichkeit. Die Resonanzen bei Publikum und Presse u. a. in Die Welt, Süddeutsche Zeitung, Frankfurter Allgemeine Zeitung, Die Deutsche Bühne, Nachtkritik, Deutschlandfunk Kultur, Badisches Tagblatt,  waren durchweg positiv.

## Team
Regie: Anna Bergmann - Bühne: Katharina Faltner - Musik: Heiko Schnurpel - Kostüme: Sibylle Wallum - Video: Sebastian Pircher, Tina Wilke, Sophie Lux - Licht: Aljoscha Glodde - Kampfchoreografie: Robert Schnöll, Stefan Richter - Dramaturgie: Marlies Kink - Regieassistenz: Jenny Regnet - Bühnenbildassistenz: Soojin Oh - Musikdramaturgie-, Musikassistenz: Felix Kusser - Kostümassistenz: Jule Saworski - Soufflage: Hans-Peter Schenk - Theaterpädagogik: Benedict Kömpf